# Pagurus
Pagurus é um género de caranguejos-eremita da família Paguridae que, como ocorre entre os restantes membros deste grupo taxonómico, apresentam o  abdómen não calcificado e recorrem ao uso de conchas de gastrópode para protecção. São crustáceos marinhos decápodes omnívoros que predam pequenos animais e aproveitam carniça. Os géneros Trigonocheirus e Pagurixus eram considerados subgéneros de Pagurus, mas estão presentemente integrados no género Orthopagurus, estando parte do último autonomizada como um género distinto.

## Espécies
Estão descritas cerca de 170 species incluídas no género Pagurus, mas muitas outras já foram nele incluídas estando agora integradas em outros géneros de Paguroidea. A seguinte lista data de 2012:
- Pagurus acadianus Benedict, 1901

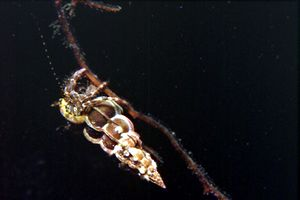
Pagurus anachoretus

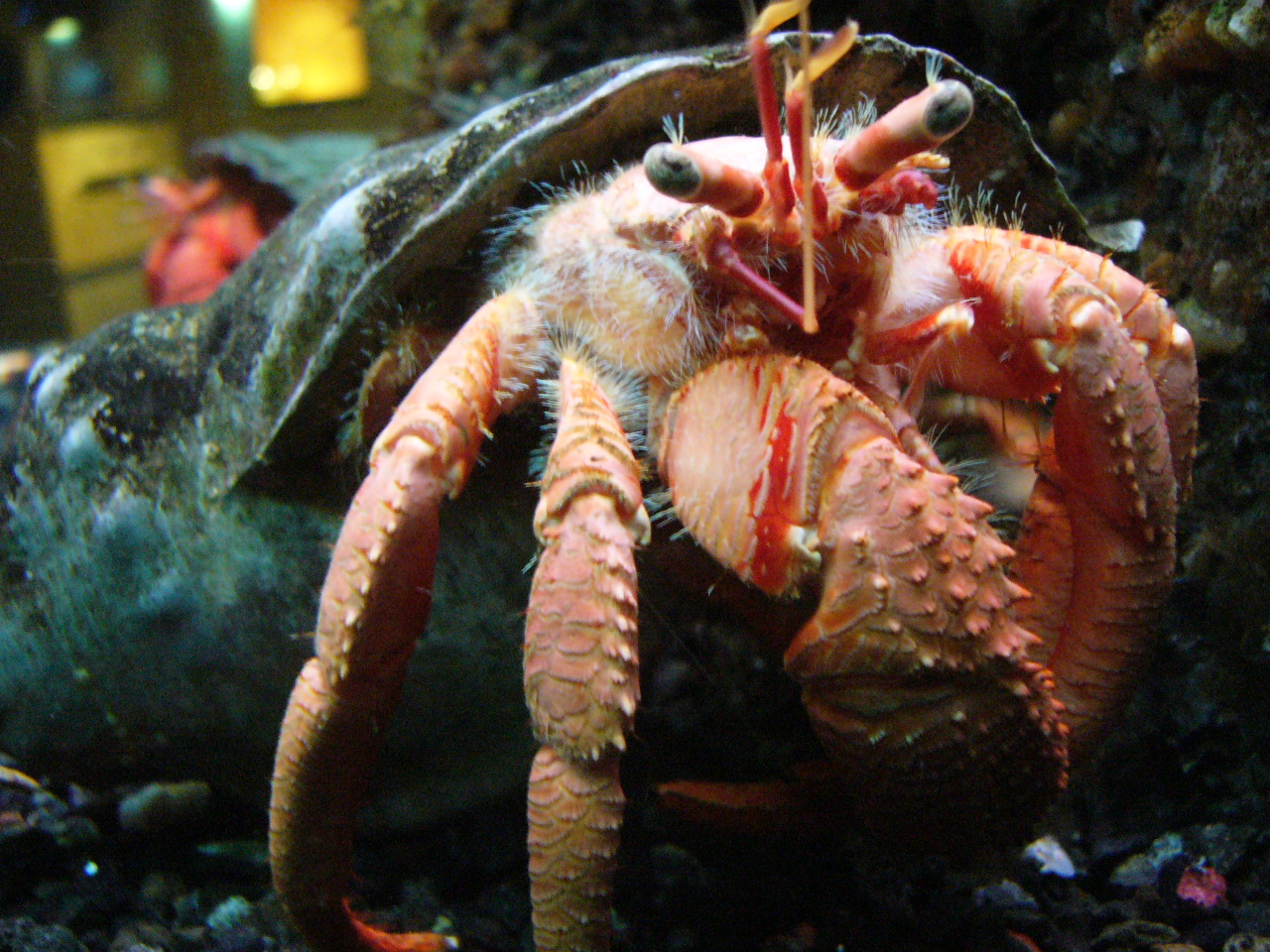
Pagurus bernhardus

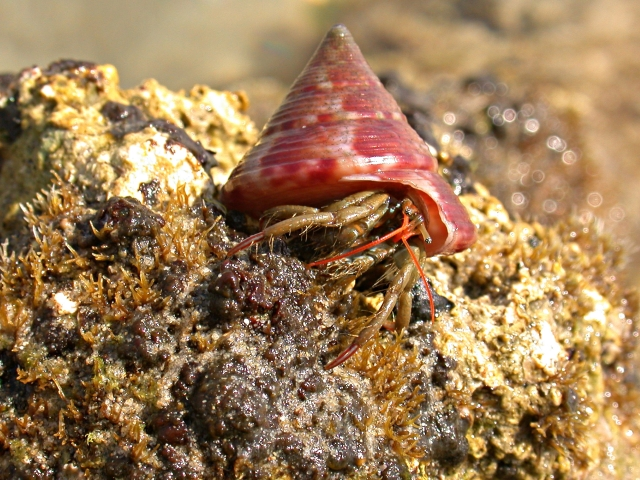
Pagurus longicarpus

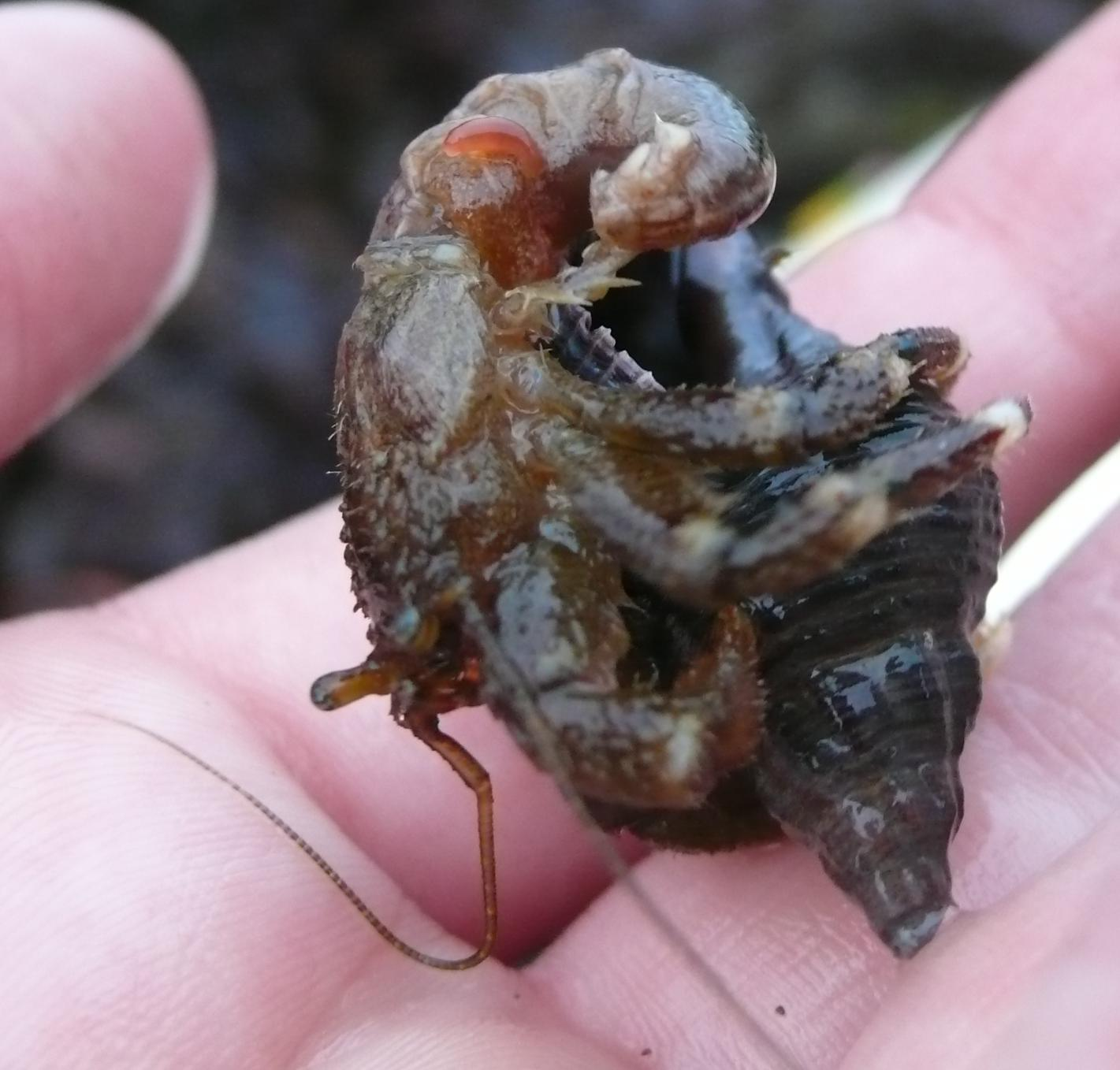
Pagurus hirsutiusculus, fora da concha mostrando o abdómen curvo desprotegido (topo da fotografia).

- Pagurus alabamensis Rathbun, 1935 †
- Pagurus alaini Komai, 1998
- Pagurus alatus Fabricius, 1775
- Pagurus albidianthus de Saint Laurent & McLaughlin, 2000
- Pagurus albus (Benedict, 1892)
- Pagurus alcocki (Balss, 1911)
- Pagurus aleuticus (Benedict, 1892)
- Pagurus anachoretoides Forest, 1966
- Pagurus anachoretus Risso, 1827
- Pagurus angustus (Stimpson, 1858)
- Pagurus annexus McLaughlin & Haig, 1993
- Pagurus annulipes (Stimpson, 1860)
- Pagurus arcuatus Squires, 1964
- Pagurus arenisaxatilis Harvey & McLaughlin, 1991
- Pagurus armatus (Dana, 1851)
- Pagurus benedicti (Bouvier, 1892)
- Pagurus beringanus (Benedict, 1892)
- Pagurus bernhardus (Linnaeus, 1758)
- Pagurus boletifer
- Pagurus boriaustraliensis Morgan, 1990
- Pagurus bouvieri (Faxon, 1895)
- Pagurus brachiomastus (Thallwitz, 1892)
- Pagurus brandti (Benedict, 1892)
- Pagurus brevidactylus (Stimpson, 1859)
- Pagurus brucei (Rathbun, 1926) †
- Pagurus bullisi Wass, 1963
- Pagurus capillatus (Benedict, 1892)
- Pagurus capsularis McLaughlin, 1997
- Pagurus carneus (Pocock, 1889)
- Pagurus carolinensis McLaughlin, 1975
- Pagurus carpoforminatus (Alcock, 1905)
- Pagurus caurinus Hart, 1971
- Pagurus cavicarpus (Paulson, 1875)
- Pagurus chevreuxi (Bouvier, 1896)
- Pagurus compressipes (Mieers, 1884)
- Pagurus comptus White, 1847
- Pagurus conformis (De Haan, 1849)
- Pagurus confragosus (Benedict, 1892)
- Pagurus confusus Komai & Yu, 1999
- Pagurus constans (Stimpson, 1858)
- Pagurus cornutus (Benedict, 1892)
- Pagurus criniticornis (Dana, 1852)
- Pagurus cuanensis Bell, 1845
- Pagurus curacaoensis (Benedict, 1892)
- Pagurus dalli (Benedict, 1892)
- Pagurus dartevellei (Forest, 1958)
- Pagurus decimbranchiae Komai & Osawa, 2001
- Pagurus defensus (Benedict, 1892)
- Pagurus delsolari Haig, 1974
- Pagurus dissimilis (A. Milne-Edwards & Bouvier, 1893)
- Pagurus edwardsii (Dana, 1852)
- Pagurus emmersoni McLaughlin & Forest, 1999
- Pagurus erythrogrammus Komai, 2003
- Pagurus excavatus (Herbst, 1791)
- Pagurus exiguus (Melin, 1939)
- Pagurus exilis (Benedict, 1892)
- Pagurus filholi (De Man, 1887)
- Pagurus fimbriatus Forest, 1966
- Pagurus forbesii Bell, 1845
- Pagurus forceps H. Milne-Edwards, 1836
- Pagurus fungiformis Komai & Rahayu, 2004
- Pagurus gladius (Benedict, 1892)
- Pagurus gordonae (Forest, 1956)
- Pagurus gracilipes (Stimpson, 1858)
- Pagurus granosimanus (Stimpson, 1859)
- Pagurus gymnodactylus Lemaitre, 1982
- Pagurus hartae (McLaughlin & Jensen, 1996)
- Pagurus heblingi Nucci & Melo, 2003
- Pagurus hedleyi (Grant & McCulloch, 1906)
- Pagurus hemphilli (Benedict, 1892)
- Pagurus hirsutiusculus (Dana, 1851)
- Pagurus holmi Ng & McLaughlin, 2009
- Pagurus ikedai Lemaitre & Watabe, 2005
- Pagurus imafukui McLaughlin & Konishi, 1994
- Pagurus imaii (Yokoya, 1939)
- Pagurus imarpe Haig, 1974
- Pagurus impressus (Benedict, 1892)
- Pagurus indicus Sarojini & Nagabhushanam, 1972
- Pagurus insulae Asakura, 1991
- Pagurus investigatoris (Alcock, 1905)
- Pagurus iridocarpus de Saint Laurent & McLaughlin, 2000
- Pagurus irregularis (A. Milne-Edwards & Bouvier, 1892)
- Pagurus japonicus (Stimpson, 1858)
- Pagurus kaiensis McLaughlin, 1997
- Pagurus kennerlyi (Stimpson, 1854)
- Pagurus kulkarnii Sankolli, 1962
- Pagurus lanuginosus De Haan, 1849
- Pagurus laurentae Forest, 1978
- Pagurus lepidus (Bouvier, 1898)
- Pagurus leptonyx Forest & de Saint Laurent, 1968
- Pagurus limatulus Fausto Filho, 1970
- Pagurus liochele (Barnard, 1947)
- Pagurus longicarpus Say, 1817
- Pagurus longimanus Wass, 1963
- Pagurus lophochela Komai, 1999
- Pagurus luticola Komai & Chan, 2006
- Pagurus macardlei (Alcock, 1905)
- Pagurus maclaughlinae Garcia-Gomez, 1982
- Pagurus maculosus Komai & Imafuku, 1996
- Pagurus malloryi Schweitzer & Feldmann, 2001 †
- Pagurus marshi Benedict, 1901
- Pagurus mbizi (Forest, 1955)
- Pagurus meloi Lemaitre & Cruz Castano, 2004
- Pagurus mertensii Brandt, 1851
- Pagurus middendorffii Brandt, 1851
- Pagurus minutus Hess, 1865
- Pagurus moluccensis Haig & Ball, 1988
- Pagurus nanodes Haig & Harvey, 1991
- Pagurus nesiotes Haig & McLaughlin, 1991
- Pagurus nigrivittatus Komai, 2003
- Pagurus nigrofascia Komai, 1996
- Pagurus nipponensis (Yokoya, 1933)
- Pagurus nisari Siddiqui & Komai, 2008
- Pagurus novizealandiae (Dana, 1852)
- Pagurus ochotensis Brandt, 1851
- Pagurus parvispina Komai, 1997
- Pagurus parvus (Benedict, 1892)
- Pagurus pectinatus (Stimpson, 1858)
- Pagurus pergranulatus (Henderson, 1896)
- Pagurus perlatus H. Milne-Edwards, 1848
- Pagurus pilosipes (Stimpson, 1858)
- Pagurus pilsbryi Roberts, 1962 †
- Pagurus pitagsaleei McLaughlin, 2002
- Pagurus politus (Smith, 1882)
- Pagurus pollicaris Say, 1817
- Pagurus prideaux Leach, 1815
- Pagurus protuberocarpus McLaughlin, 1982
- Pagurus provenzanoi Forest & de Saint Laurent, 1968
- Pagurus proximus Komai, 2000
- Pagurus pubescens Krøyer, 1838
- Pagurus pubescentulus (A. Milne-Edwards & Bouvier, 1892)
- Pagurus pulchellus (A. Milne-Edwards & Bouvier, 1892)
- Pagurus pycnacanthus (Forest, 1955)
- Pagurus quaylei Hart, 1971
- Pagurus quinquelineatus Komai, 2003
- Pagurus rathbuni (Benedict, 1892)
- Pagurus redondoensis Wicksten, 1982
- Pagurus retrorsimanus Wicksten & McLaughlin, 1998
- Pagurus rhabdotus Haig & Harvey, 1991
- Pagurus rotundimanus Wass, 1963
- Pagurus ruber (A. Milne-Edwards & Bouvier, 1892)
- Pagurus rubrior Komai, 2003
- Pagurus samoensis (Ortmann, 1892)
- Pagurus samuelis (Stimpson, 1857)
- Pagurus setosus (Benedict, 1892)
- Pagurus similimanus (Balss, 1921)
- Pagurus similis (Ortmann, 1892)
- Pagurus simulans Komai, 2000
- Pagurus sinuatus (Stimpson, 1858)
- Pagurus smithi (Benedict, 1892)
- Pagurus souriei (Forest, 1952)
- Pagurus spighti McLaughlin & Haig, 1993
- Pagurus spilocarpus Haig, 1977
- Pagurus spina Komai, 1994
- Pagurus spinulentus (Henderson, 1888)
- Pagurus stevensae Hart, 1971
- Pagurus sticticus McLaughlin, 2008
- Pagurus stimpsoni (A. Milne-Edwards & Bouvier, 1893)
- Pagurus tanneri (Benedict, 1892)
- Pagurus townsendi (Benedict, 1892)
- Pagurus traversi (Filhol, 1885)
- Pagurus triangularis (Chevreux & Bouvier, 1892)
- Pagurus trichocerus Forest & de Saint Laurent, 1968
- Pagurus trigonocheirus (Stimpson, 1858)
- Pagurus tristanensis (Henderson, 1888)
- Pagurus tuberculosus Harvey, 1998 †
- Pagurus undosus (Benedict, 1892)
- Pagurus venturensis Coffin, 1957
- Pagurus vetaultae Harvey & McLaughlin, 1991
- Pagurus villosus Nicolet, 1849
- Pagurus virgulatus Haig & Harvey, 1991

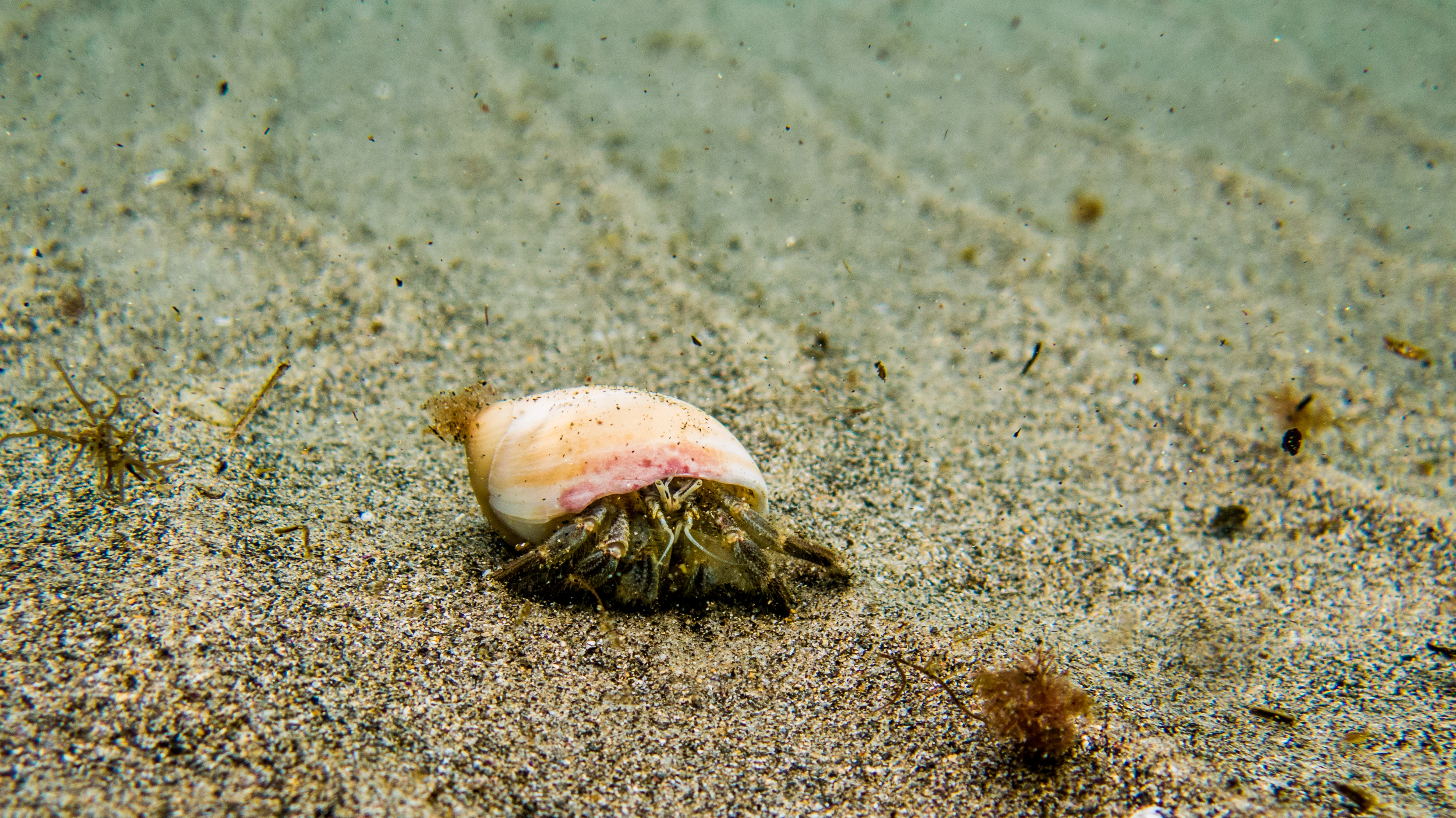
Pagurus na praia de Toque Toque Grande, litoral de São Paulo

Os seguintes binomes são presentemente considerados nomina nuda, por não terem sido atribuídos validamente a qualquer espécie descrita, sendo apenas mencionados em literatura:
- Pagurus bunomanus Glassell, 1937
- Pagurus crenatus Hope, 1851
- Pagurus cuanensis Thompson, 1844
- Pagurus cultratus White, 1847
- Pagurus hirtimanus White, 1847
- Pagurus hyndmani Thompson, 1844
- Pagurus laevis Thompson, 1844
- Pagurus ulidiae Thompson, 1843